# Fairmont City
Fairmont City is een plaats (village) in de Amerikaanse staat Illinois, en valt bestuurlijk gezien onder Madison County en St. Clair County.

## Demografie
Bij de volkstelling in 2000 werd het aantal inwoners vastgesteld op 2436. In 2006 is het aantal inwoners door het United States Census Bureau geschat op 2296, een daling van 140 (-5,7%).

## Geografie
Volgens het United States Census Bureau beslaat de plaats een oppervlakte van 6,2 km², geheel bestaande uit land.

## Plaatsen in de nabije omgeving
De onderstaande figuur toont nabijgelegen plaatsen in een straal van 8 km rond Fairmont City.